# مدرسة حجتية
مدرسة حجتية هي مدرسة تاريخية، وتقع في قم.